# انلماني
أنلماني هو ملك نوبي أو كوشي حكم عام 620 ق.م وتوفي عام 600 ق.م وشهدت كوش في عهده إعادة لسطوة الدولة، وقد خلف أبوه الملك سنكامانسكن
 وتولي الحكم بعده شقيقه الأصغر أسبالتا.
وقد عرف بعدة أسماء منها:
الاسم الحورسي: كناخت خيميت ويعني: ثور العدالة الجبار.
الاسم النبتي: شنقي بتاوي ويعني: جالب الغذاء للقطرين.
الاسم الذهبي لحورس: هيري هورمت ويعني: الراضي بالعدل.
الاسم قبل التنصيب: أنخ كا : ويعني: عنخ الحي.
خلفه أخوه الملك أسبالتا في الحكم، وفي عام 592 قبل الميلاد أثناء حم أخيه هجم فرعون مصر بسماتيك الثاني على مملكة كوش ونـُهبت العاصمة نبتة.

## دلائل
عُرف أنلماني من لوحة كانت في معبد في الكوة. وفي هذا اللوحة يذكر الحاكم أنه قام بزيارة الكوة وكان في صحبته أمه نسالاسا. وقام أنلماني بتعيين أخته كلاعبة الشخاشيخ في معابد أمون الموجودة في منطقة حكمه (ويعتقد أن أسمها «مالوتراختا»)؛ كما ذكر أن معاركا دارت بينه وبين بدو كانوا يهددون الكوة.
كما عثر على تمثالين من الجرانيت لأنلماني في جبل البركل (الذي كان عليه معبد أمون)؛ كما وجد اسمه مكتوبا على أحد أحجار مروي.
دفن أنلماني في هرمه رقم 6 في نوري. وقد عثر الباحثون في حجرة التابوت تابوتا كبيرا، مزينا بنصوص دينية. يوجد التابوت حاليا في متحف السودان القومي بالخرطوم.

## صور من عهده

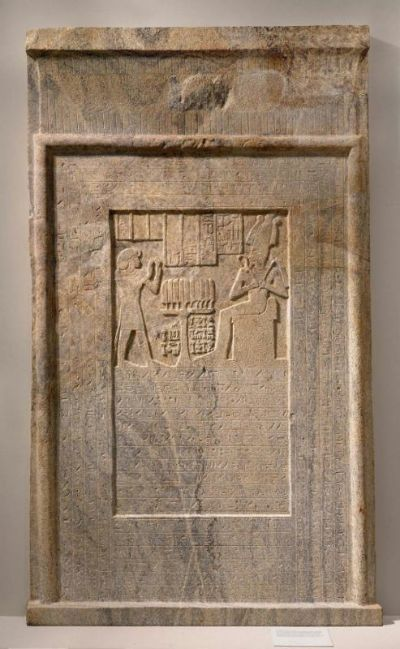
مسلة أنلماني
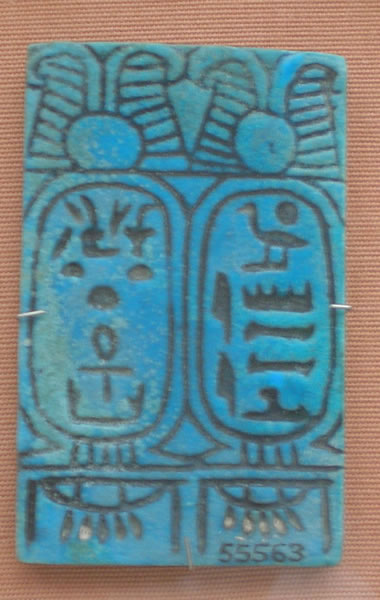
خرطوشة الملك أنلماني (بالمتحف البريطاني)
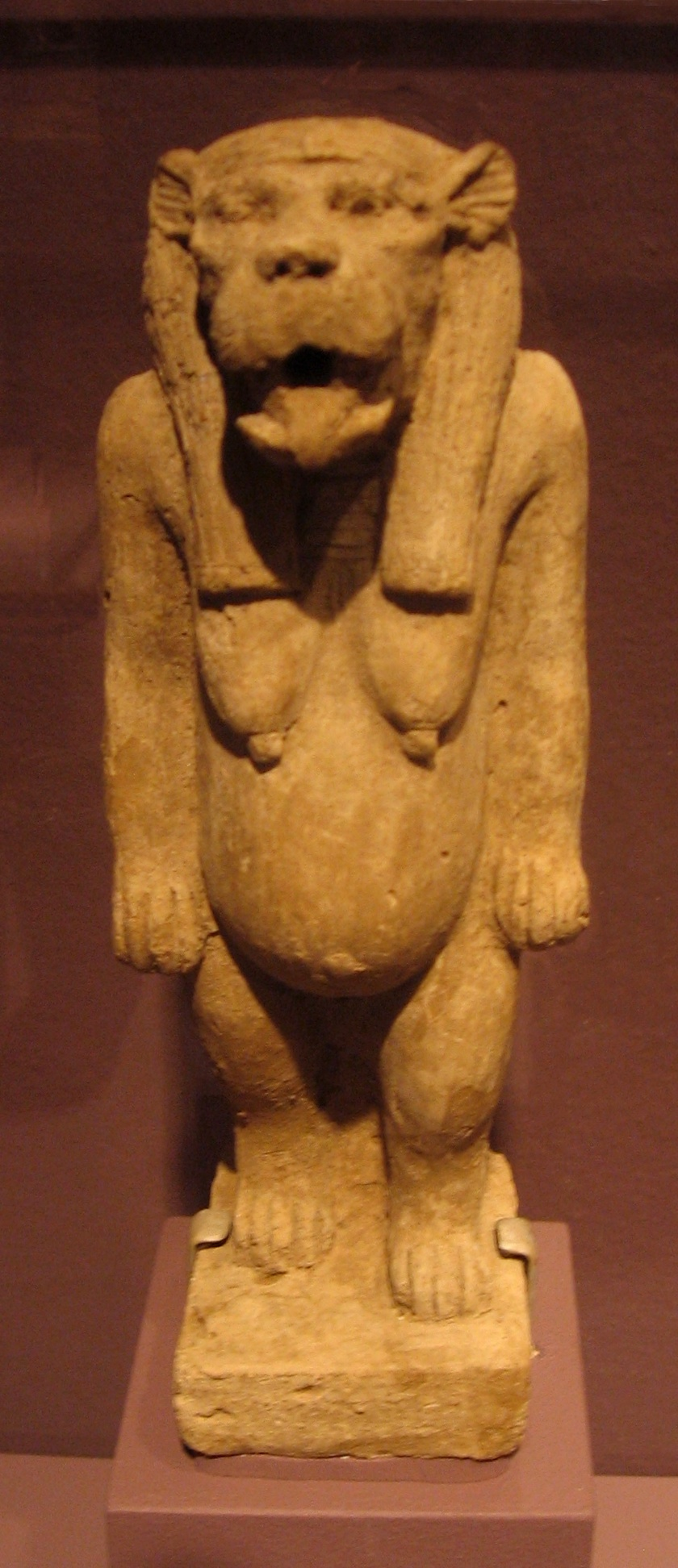
مجسم لإلهة فرس النهر من عهد إنلماني

| سبقه: سنكامانسكن | ملوك كوش | خلفه: أسبالتا |